# HMS Euryalus (1803)
Pour les autres navires du même nom, voir HMS Euryalus et HMS Africa.
La HMS Euryalus est une frégate de cinquième rang de 36 canons construite pour la Royal Navy. Lancée en juin 1803, elle fait partie de la classe Apollo.

## Histoire
Elle participe à la bataille de Trafalgar ainsi qu'à la guerre anglo-américaine de 1812, sous les ordres de trois grands capitaines des guerres napoléoniennes : Sir Henry Blackwood, George Heneage Dundas (en) et Sir Charles Napier.